# 中嶋将平
中嶋 将平（なかじま しょうへい、1972年7月19日 - ）は、日本の男性声優。埼玉県出身。

## 略歴
小さい頃は野球選手に成りたかったが、身体があまり丈夫ではなく、家で1人で遊んでいたという。
玩具を組み立てたり、時計を分解して、仕組みを見たり手先が結構器用で、同級生に時計屋の子供が居て、よく遊びに行っては、おじさんの側で見ていたりして、興味があったという。このことを時計屋に成りたかったのかも知れないと語る。
アニメの声優に憧れてはいたが、仕事にしようとは思っておらず、7年間、NHKの放送技術で働いていた時に、カメラ、マイクの向こうでパフォーマンスをしていたアナウンサー、役者の仕事がいつも面白そうに感じてたという。アナウンサーに「君は良い声だから、声優になれるかもしれないよ」と声を褒められくれたという。当時は内心では「そんな……」と思っていたが、ある日、本屋で立ち読みをしていたところ、声優雑誌があり、当時は、第三次声優ブーム真っ只中であり、その中の一冊を購入して、「絶対に声優になるんだ」と決意。その本に紹介されていた東京アナウンス・声優アカデミーに、「ここだったら、働きながら勉強できる」と思い、入学願書を出してしまったという。
東京アナウンス・声優アカデミーを経て、映像テクノアカデミア卒業。
かつてはRME、スターダス・21に所属していた。

## 人物
声優としては、アニメ、外画吹替えなどで活躍する他、朗読劇、CM、ナレーション、イベント司会など行っている。
趣味は料理、日曜大工、ドライブ。特技はカメラ・ビデオ撮影、音声ミキシング。
資格は大型自動車第一種免許。

## 出演作品

### テレビアニメ
2008年
- 獣神演武 -HERO TALES-（青龍党員）
- ミチコとハッチン（観客）

2009年
- 犬夜叉 完結編（村人）
- 咲-Saki-（男）

### ゲーム
2000年
- ベアルファレス

### 吹き替え

#### 映画
- あいつはママのボーイフレンド（ワグナー）
- エマニエル
- シアター・ナイトメア（マーティン（フィン・ジョーンズ））
- ツーリスト
- DENGEKI 電撃 ※日本テレビ版
- 天使と悪魔（警官）
- ナイトビジョン
- 9デイズ
- バートン・フィンク
- パラノーマル・アクティビティシリーズ（ミカ（ミカ・スロート））
  - パラノーマル・アクティビティ
  - パラノーマル・アクティビティ2
  - パラノーマル・アクティビティ/呪いの印
- 必殺処刑人 リベンジ
- リョフとチョウセン
- レバノン

#### テレビドラマ
- アグリー・ベティ（ヘンリー・グラブスティック（クリストファー・ゴーラム））
- オー!マイレディ（ユ・シジュン）
- クリミナル・マインド FBI行動分析課
- コールドケース6
- コバート・アフェア CIA諜報員アニー（オーギー・アンダーソン（クリストファー・ゴーラム））
- ザ・ホワイトハウス5（ライアン）
- しあわせの処方箋
- 新・上海グランド
- 製パン王 キム・タック
- ダークエイジ・ロマン 大聖堂
- 天国の階段
- トンイ
- 犯罪捜査官 アナ・トラヴィス
- HEROES/ヒーローズ（サイラー / ガブリエル・クレイ（ザカリー・クイント））
- 炎の英雄 シャープ（ダンク）

### ラジオ
- NHKラジオドラマ「海の底から」主演

### 舞台
- 小豆洗い 〜「巷説百物語」より 京極夏彦原作 みそかつのたくらみ第三回公演（考物の百介）
- 白南風の空　夢の伽詩（直也）